# Thelypteris schunkei
Thelypteris schunkei är en kärrbräkenväxtart som beskrevs av Alan Reid Smith. Thelypteris schunkei ingår i släktet Thelypteris och familjen Thelypteridaceae. Inga underarter finns listade.